# Antrodiaetidae
Antrodiaetidae é uma família de aranhas migalomorfas pertencente à superfamília das Atypoidea.

## Géneros
A família Antrodiaetidae é uma família pequena, contendo apenas 2 géneros:
- Aliatypus Smith, 1908
- Antrodiaetus Ausserer, 1871
- †Cretacattyma Eskov & Zonstein, 1990

## Distribuição
A distribuição natural da família está essencialmente centrada na América do Norte, com áreas descontínuas no oese, centro e nos Apalaches.
Naquilo que parecer ser o resultado de uma antiga distribuição mais alargada, as espécies Antrodiaetus roretzi e Antrodiaetus yesoensis são endémicas do Japão. As espécies japoneses são consideradas espécies relíquia, consequência de fenómenos de vicariância, estando a população dividida pela aparição de uma barreira determinada pela extinção de populações intermédias, impedindo o fluxo génico e favorecendo a especiação.